# Толерантность (фармакология)
Толерантность (в фармакологии) или синдром привыкания (привыкание к лекарственным средствам) означает снижение реакции на повторное введение лекарств, наркотиков или психоактивных веществ; привыкание организма, ввиду чего требуется всё большая и большая доза для достижения присущего веществу эффекта.
Также различают обратную толерантность — особое состояние, при котором требуется меньшая доза для достижения заданного эффекта, и кросстолерантность — когда приём одного вещества повышает толерантность к приёму других веществ (как правило из той же группы или класса).
Чем выше толерантность употребляющего к веществу, тем большие дозы ему необходимы для получения ожидаемого эффекта. Обычно толерантность вырабатывается при приёме вещества, а после прекращения приёма со временем снижается. Быстро формируется толерантность к кофеину и опиатам. Чем чаще и чем в больших дозах вещество употребляется — тем быстрее растёт толерантность.
Своеобразный тип толерантности вызывают классические психоделики (ЛСД, псилоцибин, мескалин) — при приёме одного из этих веществ толерантность возрастает очень быстро, буквально через несколько часов после начала действия, но полностью спадает приблизительно за неделю. Более того, для психоделиков характерна кросстолерантность; к примеру, приём псилоцибина на следующий день после приёма ЛСД, в зависимости от индивидуальной восприимчивости и количества вещества, либо вообще не даст никакого эффекта, либо эффект будет значительно снижен и непродолжителен. Кросстолерантность психоделиков также полностью исчезает приблизительно за одну неделю.
Отмечают, что к некоторым веществам, например, у сальвинорина, природного диссоциатива, содержащегося в мексиканском шалфее Salvia divinorum, может отмечаться обратная толерантность, означающая, что при длительном употреблении для достижения одного и того же эффекта требуется меньшее количество вещества.
Тахифилаксией называют быстрое (буквально после первого использования) развитие толерантности к приёму лекарственного вещества.